# Coppa Sabatini
A Coppa Sabatini (oficialmente:Gran Premio Città di Peccioli-Coppa Sabatini) é uma corrida de ciclismo profissional que se disputa em Peccioli, na província de Pisa, na Toscana italiana. O nome da prova é uma homenagem a Giuseppe Sabatini (1915-1951), um ciclista italiano natural de Peccioli.
Disputa-se ininterruptamente desde 1952 a excepção de 1977 quando não se disputou. Desde a criação dos Circuitos Continentais UCI em 2005 faz parte do UCI Europe Tour, dentro da categoria 1.1. Disputa-se sobre uma distância de uns 200 km aproximadamente.
Pese a que não é uma prova de muita relevância no panorama ciclista internacional, nela se impuseram grandes ciclistas como Bjarne Riis, Jan Ullrich, Gianni Bugno ou Paolo Bettini.

## Palmarés
| Ano  | Vencedor                 | Segundo                | Terceiro             |
| ---- | ------------------------ | ---------------------- | -------------------- |
| 1952 | Primo Volpi              | Enzo Nannini           | Rino Angelini        |
| 1953 | Primo Volpi              | Odino Bardarelli       | Dante Rivola         |
| 1954 | Rino Benedetti           | Bruno Landi            | Bruno Tognaccini     |
| 1955 | Angelo Miserocchi        | Luciano Morini         | Giuseppe Pintarelli  |
| 1956 | Idro Bui                 | Guido Carlesi          | Lino Grassi          |
| 1957 | Gianbattista Gabelli     | Giacomo Fini           | Vinicio Marsili      |
| 1958 | Giuseppe Pardini         | Vinicio Marsili        | Franco Boschi        |
| 1959 | Rino Benedetti           | Giuseppe Fallarini     | Graziano Battistini  |
| 1960 | Graziano Battistini      | Cleto Maule            | Armando Casodi       |
| 1961 | Dino Bruni               | Giuseppe Pardini       | Jos Hoevenaars       |
| 1962 | Alfredo Sabbadin         | Ercole Baldini         | Luigi Maserati       |
| 1963 | Dino Bruni               | Bruno Mealli           | Walter Leto          |
| 1964 | Italo Zilioli            | Graziano Battistini    | Franco Bitossi       |
| 1965 | Luciano Armani           | Graziano Battistini    | Ugo Colombo          |
| 1966 | Franco Bitossi           | Luciano Armani         | Tommaso De Pra       |
| 1967 | Michele Dancelli         | Franco Bitossi         | Luciano Armani       |
| 1968 | Franco Bitossi           | Wladimiro Panizza      | Renato Laghi         |
| 1969 | Romano Tumellero         | Gianfranco Bianchin    | Franco Mori          |
| 1970 | Gösta Pettersson         | Patrick Sercu          | Mauro Simonetti      |
| 1971 | Roberto Poggiali         | Adriano Amici          | Donato Giuluani      |
| 1972 | Antoon Houbrechts        | Albert van Vlierberghe | Enrico Maggioni      |
| 1973 | Mauro Simonetti          | Roger De Vlaeminck     | Franco Bitossi       |
| 1974 | Wilmo Francioni          | Donato Giuliani        | Franco Bitossi       |
| 1975 | Giovanni Battaglin       | Celestino Vercelli     | Pierino Gavazzi      |
| 1976 | Piero Spinelli           | Giacinto Santambrogio  | Wilmo Francioni      |
| 1977 | No se disputó            | No se disputó          | No se disputó        |
| 1978 | Francesco Moser          | Giuseppe Saronni       | Franco Bitossi       |
| 1979 | Leonardo Mazzantini      | Graziano Salvietti     | Carmelo Barone       |
| 1980 | Gianbattista Baronchelli | Giuseppe Saronni       | Francesco Moser      |
| 1981 | Claudio Bortolotto       | Giancarlo Casiraghi    | Alessandro Paganessi |
| 1982 | Giuseppe Saronni         | Pierino Gavazzi        | Francesco Moser      |
| 1983 | Moreno Argentin          | Davide Cassani         | Marino Lejarreta     |
| 1984 | Silvano Contini          | Pierino Gavazzi        | Claudio Corti        |
| 1985 | Marino Amadori           | Acacio Da Silva        | Marino Lejarreta     |
| 1986 | Jean-Francois Bernard    | Janusz Kuum            | Marco Giovannetti    |
| 1987 | Gianni Bugno             | Pierino Gavazzi        | Walter Magnago       |
| 1988 | Claudio Corti            | Laurent Bezault        | Marco Votolo         |
| 1989 | Maurizio Fondriest       | Antonio-Paolo Fanelli  | Jurg Bruggmann       |
| 1990 | Moreno Argentin          | Andreas Kappes         | Maurizio Fondriest   |
| 1991 | Franco Chioccioli        | Stefano Colage         | Franco Ballerini     |
| 1992 | Stefano Zanini           | Andrei Tchmil          | Simone Biasci        |
| 1993 | Claudio Chiappucci       | Giorgio Furlan         | Piotr Ugrumov        |
| 1994 | Maurizio Fondriest       | Francesco Casagrande   | Claudio Chiappucci   |
| 1995 | Davide Cassani           | Alessio Di Basco       | Stefano Colage       |
| 1996 | Bjarne Riis              | Gianni Faresin         | Claudio Chiappucci   |
| 1997 | Andrea Tafi              | Alessandro Bertolini   | Davide Rebellin      |
| 1998 | Emmanuel Magnien         | Michele Bartoli        | Davide Rebellin      |
| 1999 | Dimitri Konyshev         | Marco Serpellini       | Mauro Zanetti        |
| 2000 | Andrei Tchmil            | Gianni Faresin         | Sergio Barbero       |
| 2001 | Dimitri Konyshev         | Serge Baguet           | Paolo Bettini        |
| 2002 | Paolo Bettini            | Andrea Ferrigato       | Ruggero Marzoli      |
| 2003 | Paolo Bossoni            | Luca Paolini           | Mirko Celestino      |
| 2004 | Jan Ullrich              | Franco Pellizotti      | Michael Boogerd      |
| 2005 | Alessandro Bertolini     | Rinaldo Nocentini      | Mirko Celestino      |
| 2006 | Giovanni Visconti        | Ruggero Marzoli        | Enrico Gasparotto    |
| 2007 | Giovanni Visconti        | Fränk Schleck          | Mijailo Jalilov      |
| 2008 | Mijailo Jalilov          | Filippo Pozzato        | Stefano Garzelli     |
| 2009 | Philippe Gilbert         | Giovanni Visconti      | Leonardo Bertagnolli |
| 2010 | Riccardo Riccò           | Marco Marcato          | Leonardo Bertagnolli |
| 2011 | Enrico Battaglin         | Davide Rebellin        | Daniel Moreno        |
| 2012 | Fabio Duarte             | Miguel Ángel Rubiano   | Matteo Rabottini     |
| 2013 | Diego Ulissi             | Andrea Pasqualon       | Davide Villella      |
| 2014 | Sonny Colbrelli          | Mauro Finetto          | Franco Pellizotti    |
| 2015 | Eduard Prades            | Steven Lammertink      | Mauro Finetto        |
| 2016 | Sonny Colbrelli          | Andrea Pasqualon       | Carlos Barbero       |
| 2017 | Andrea Pasqualon         | Sonny Colbrelli        | Francesco Gavazzi    |

## Palmarés por países
| País      | Vitórias |
| --------- | -------- |
| Itália    | 52       |
| Bélgica   | 3        |
| França    | 2        |
| Rússia    | 2        |
| Espanha   | 1        |
| Alemanha  | 1        |
| Dinamarca | 1        |
| Suécia    | 1        |
| Ucrânia   | 1        |
| Colômbia  | 1        |

## Estatísticas
Os corredores com mais vitórias nesta prova que têm sido capazes de se impor em duas ocasiões são:
- Primo Volpi
- Rino Benedetti
- Dino Bruni
- Franco Bitossi
- Moreno Argentin
- Maurizio Fondriest
- Dmitri Konyshev
- Giovanni Visconti